# 波拉縣
波拉縣是孟加拉國巴里薩爾專區的一個縣，位於該國南部，南臨孟加拉灣。面積3,737.21平方公里。2001年人口1,703,117人。
下分七個鄉。